# Носачівський курган
Носачівський курган — одна з найяскравіших пам'яток передскіфського часу в Правобережному Подніпров'ї. Розташований на північ від с. Носачів Смілянського району Черкаської області. Поховання основне — могила з дерев'яним склепом. Над перекриттям склепу виявлено кістки коня, під якими лежали предмети кінського спорядження та зброя. У похованні — кістяк людини, випростаний на спині головою на захід. Речей у самій могилі не було. До Черкаського обласного краєзнавчого музею передано: 3 цілих бронзових вудила із двокільчастими кінцями і привіска від четвертих; 7 псаліїв — бронзові трипетельчасті з кінцями у вигляді лопасті; 4 кістяні бляхи у вигляді 4-пелюсткових розеток з ажурною різьбленою орнаментацією та червоною інкрустацією; 6 бронзових вуздечних блях із петлею на зворотному боці; 5 бронзових наконечників стріл; залізний наконечник списа і залізний меч в уламках. На особливу увагу заслуговують 4 бронзові фігурні пряжки у вигляді прямокутної решітки з боковими рельєфними платівками і поперечними жолобками, близькі до зображень у палаці Саргона II в Хорсабаді і Ашшурбанапала в Ніневії, а також на настінному розписі з Тіл-Барсипу епохи Тіглатпаласара III (744—727 до н. е.). Ці аналогії можуть свідчити про участь лісостепового населення Північного Причорномор'я в далеких походах кімерійців на Стародавній Схід. Датується курган останньою чвертю 8 — початком 7 ст. до н. е.